# Le nom du monde est forêt
Le nom du monde est forêt (The Word for World Is Forest en version originale) est un roman de science-fiction de l'écrivaine américaine Ursula K. Le Guin, publié pour la première fois aux États-Unis en 1972 dans le cadre de l'anthologie Again, Dangerous Visions, puis publié en tant que livre séparé en 1976 par Berkley Books. Il fait partie du Cycle de l'Ékumen de Le Guin.
L'histoire se concentre sur une colonie militaire d'exploitation forestière établie sur la planète fictive d'Athshe par des habitants de la Terre (ici appelée « Terra »). Les colons terriens ont asservi les pacifiques indigènes athshéens et les maltraitent. Un des indigènes, dont la femme a été violée et tuée par un capitaine militaire terrien, lance une révolte contre les Terriens et réussit à les faire quitter la planète. Mais ce faisant, sa propre culture pacifique est confrontée pour la première fois à la violence de masse.
Le roman est nettement anticolonialiste et antimilitariste, motivé en grande partie par l'opposition de Le Guin à la guerre du Viêt Nam. Il explore également des thèmes écologistes, linguistiques et culturels. Il partage le thème du rêve avec le roman L'Autre Côté du rêve (The Lathe of Heaven) de Le Guin, ainsi que la métaphore d'une forêt consciente avec la nouvelle « Plus vaste qu'un empire » (Vaster than Empires and More Slow).
Le roman a remporté le prix Hugo en 1973, dans la catégorie « Roman court » ; sa longueur est d'environ 41 300 mots. Il a été nommé pour plusieurs autres prix. Il a reçu des critiques généralement positives de la part des critiques et des universitaires, et a été décrit de diverses manières comme émouvant et percutant. Certains l'ont cependant critiqué plus durement que d'autres œuvres de Le Guin en raison du manque de complexité de ses personnages et de son engagement idéologique.
Le scénario du film Avatar de James Cameron est en grande partie inspiré de ce roman.

## Résumé
Athshe, planète située à 27 années-lumière de la Terre, a été une première fois colonisée, il y a un million d'années, par le peuple de Hain. Redécouverte par les Terriens, elle est recouverte alors d'eau et de forêts, les essences d'arbres étant terriennes (frêne, chêne...). Elle est habitée par une espèce humanoïde d'un mètre de haut recouverte d'une fourrure verte. Sa population est estimée à 3 millions.
La Terre, planète indépendante au moment de la coloniser, y voit une ressource en bois inépuisable, et commence des coupes gigantesques dans la forêt, au point de rendre inhabitable une île, Rendlep (l'Ile du Dépotoir), victime de la déforestation.
Les indigènes, peu organisés, apathiques, rêveurs, sont traités presque comme des esclaves, voire comme du bétail, mais une première révolte de leur part, la destruction d'un camp de bûcherons et le massacre de ceux-ci, marque un tournant dans leur perception du monde.
Un vaisseau, alors en orbite, intervient et installe un "ansible", appareil qui permet à la colonie terrienne de dialoguer directement avec la Terre. Celle-ci leur annonce la création de la Ligue des Mondes, désormais au pouvoir, et leur enjoint de libérer tous les Athshéens des camps de travail. Ce vaisseau part alors pour une planète proche et ne revient que trois ans plus tard.
Un capitaine terrien entreprend, malgré les ordres, la destruction systématique de plusieurs villages indigènes, ce qui provoque la 2e révolte des Athshéens, la destruction de la colonie principale et de l'ansible. Les femmes sont éliminées pour empêcher  les humains de se reproduire, les hommes étant en partie épargnés.
Dans le cadre d'un accord de paix, il est décidé que les humains pourront continuer à vivre dans la partie déboisée, et les Ashthéens dans la forêt, plus aucune coupe n'étant autorisée.
Un poste reculé contrevient aux ordres et continue à massacrer les Athshéens, ce qui provoque le 3e et dernier massacre d'humains. La paix finale est conclue par le retour du vaisseau, le départ de tous les humains. La Ligue s'engage à ne plus intervenir sur cette planète avant cinq générations; ensuite, des ethnologues pourront éventuellement renouer le contact.

## Contexte d'écriture

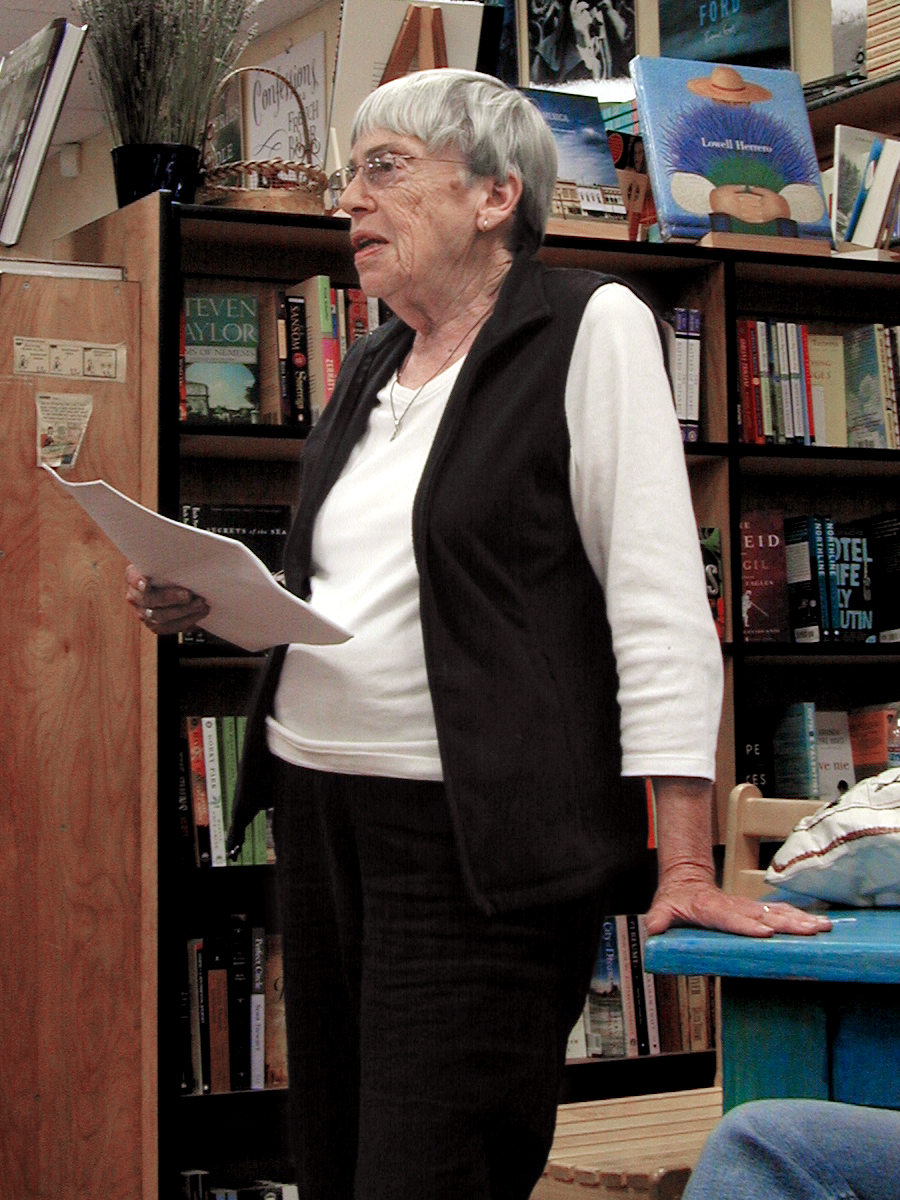
Le Guin donnant une lecture en 2008

Le père d'Ursula K. Le Guin, Alfred Louis Kroeber, et sa mère, Theodora Kroeber, étaient des érudits, et l'exposition à leur travail anthropologique a considérablement influencé l'écriture de Le Guin,. De nombreux protagonistes des romans de Le Guin, comme dans La Main gauche de la nuit et Le Monde de Rocannon, sont des anthropologues ou des observateurs de sociétés d'autres planètes. Le Guin a utilisé le terme Ékumen pour son alliance fictive de mondes, un terme qu'elle a appris auprès de son père, et qui dérive du grec Oikoumene désignant les cultures eurasiennes, d'origine commune.
L’intérêt de Le Guin pour le taoïsme a influencé une grande partie de son travail de science-fiction. Douglas Barbour a déclaré que les fictions de l'univers de l'Ékumen sont centrées sur un des thèmes centraux du taoïsme, celui de l'équilibre entre la lumière et l'obscurité. Elle a également été influencée par son intérêt précoce pour la mythologie et par son exposition à la diversité culturelle dès son enfance. Ses protagonistes s’intéressent souvent aux cultures qu’ils étudient et sont motivés par leur préservation plutôt que leur conquête.
Le Guin s’identifiait au féminisme et s’intéressait à la non-violence et à la conscience écologique. Elle a participé à des manifestations contre la guerre du Viêt Nam et contre les armes nucléaires. Ces sympathies peuvent être observées dans plusieurs de ses œuvres de fiction, notamment dans les œuvres de l'univers de l'Ékumen. Les romans de l'univers de l'Ékumen explorent fréquemment les effets des différents systèmes sociaux et politiques, bien que Le Guin ait affiché une préférence pour une « société qui gouverne par consensus, une coopération communautaire sans gouvernement externe ». Ses fictions remettent également fréquemment en question les représentations de la société de son époque sur les notions de genres et de races humaines.
Le roman s'appelait à l'origine « Les petits hommes verts » (Little Green Men) en référence à ce trope commun en science-fiction. Dans son introduction à l'édition de 1976, Le Guin a déclaré que la préoccupation principale qui a motivé l'écriture de ce récit était l'exploitation du monde naturel par les humains, en particulier au nom du profit financier.

## Univers
Le nom du monde est forêt se déroule dans l'univers fictif de l'Ékumen, que Le Guin a introduit dans son premier roman, Le Monde de Rocannon (Rocannon's World), publié en 1966. Dans cette uchronie, l'espèce humaine n'est pas apparue sur la Terre, mais sur la planète Hain. Le peuple de Hain a colonisé de nombreux systèmes planétaires voisins, dont Terra (la Terre) et Athshe, des milliers voire un million d'années avant l'action des récits du cycle. Les planètes ont ensuite perdu le contact entre elles, pour des raisons que Le Guin n'explique pas. Le Guin n'a pas établi de chronologie précise de l'univers de l'Ékumen, laissant plutôt les lecteurs la reconstituer à partir de diverses œuvres, et négligeant même parfois sa cohérence.
Les romans et autres œuvres de fiction se déroulant dans l'univers de l'Ékumen racontent les efforts visant à établir une civilisation humaine galactique. Les explorateurs de Hain ainsi que d'autres planètes utilisent des vaisseaux interstellaires qui mettent des années à voyager entre les systèmes planétaires, bien que le voyage soit raccourci pour les voyageurs en raison de la dilatation relativiste du temps, ainsi que grâce à la communication interstellaire instantanée utilisant la technologie de l'ansible, introduite dans le roman Les Dépossédés. Au moins deux « expériences de pensée » sont utilisées dans chaque roman : l'idée, commune à l'ensemble du cycle, d'une origine unique à toutes les espèces humanoïdes et une deuxième idée propre à chaque roman. Dans Le nom du monde est forêt, la deuxième expérience de pensée consiste en imaginer les effets de la colonisation violente d'une culture pacifiste sur la planète Athshe par une équipe d'exploitation forestière contrôlée par l'armée de la Terre, connue dans le roman sous le nom de « Terra » ; les habitants d'Athshe reconnaissent les gens de Terra comme des humains, mais les Terriens ne considèrent pas les Athshéens, qui sont plus petits qu'eux et couverts de fourrure verte, comme des humains. Les Athshéens désignent les Terriens comme des « umins » (« yumens » en version originale), tandis que les Terriens les appellent des « créates » (« creechie » en version originale).
La majeure partie de la surface de la planète Athshe, connue des colons humains sous le nom de « Nouvelle Tahiti », est occupée par l'océan ; les surfaces terrestres sont concentrées dans une seule moitié de l'hémisphère nord et, avant l'arrivée des colons terriens, elles sont entièrement couvertes de forêts . Les Terriens souhaitent utiliser cette forêt comme source de bois, car le bois est devenu une denrée très rare sur Terre. Les plantes et les animaux d'Athshe sont semblables à ceux de la Terre, placés là par les Hainiens lors de la première vague de colonisation. Le visiteur cétien affirme également catégoriquement que les Athshéens « venaient de la même souche originelle, celle des Hainiens ».
Les Athshéens sont physiquement petits, mesurant seulement environ un mètre de haut et recouverts d'une fine fourrure verdâtre. C'est un peuple très pacifique et contemplatif ; un des Terriens observe que « le viol, l’attaque violente et le meurtre n’existent pratiquement pas chez eux ». Ils ont adopté un certain nombre de comportements sociaux permettant d'éviter la violence, et on peut donc trouver des comportements violents chez ceux qui ne les ont pas acquis : chez les psychotiques, qui sont de ce fait isolés sur de petites îles, et les adolescents encore trop jeunes pour avoir bien intégré ces coutumes : « les adolescents qui n’ont pas maîtrisé le rêve contrôlé ou le chant de rivalité pratiquent souvent la lutte et le combat aux poings, et pas toujours sans se fâcher ». Contrairement aux Terriens, les Athshéens suivent un modèle de sommeil polycyclique et leurs rythmes circadiens les rendent plus actifs à l'aube et au crépuscule ; ils ont donc du mal à s'adapter à la journée de travail de 8 heures imposée par les Terriens. Les Athshéens sont capables d'entrer consciemment en phase de rêve, et leurs rêves les guérissent et guident leur comportement. Parmi les Athshéens, les individus experts dans l'interprétation des rêves sont considérés comme des dieux.
Dans la chronologie interne de l'univers de l'Ékumen, les événements de Le nom du monde est forêt se produisent après Les Dépossédés, dans lequel l'ansible et la Ligue des Mondes sont encore à l'étape de projets. Cependant, le roman se situe avant Le monde de Rocannon, dans lequel la parole mentale terrienne est considérée comme une possibilité distincte. L'année 2368 a été suggérée par certains critiques comme point de départ de l'action du roman, mais Le Guin n'a jamais rien déclaré de manière directe à ce sujet,.

## Lexique
- ACI : transmetteur ACI, voir Ansible.
- Ansible : Moyen de communication interstellaire instantané. Le principe théorique fut trouvé par le physicien cétien Shevek.
- Créate : nom péjoratif et raciste donné aux Athshéens par les humains. « Comme ces grands singes qui vivaient en Afrique [...] Des gorilles[22] ».
- Evis: Êtres Vivants Intelligents[23]
- Nafal (Nearly As Fast As Light, presque aussi rapide que la lumière) : vaisseau interstellaire voyageant à une vitesse proche de la lumière. Les êtres vivants ne vieillissant presque pas à cette vitesse, cela cause un décalage de vieillissement entre les personnes restant sur les planètes et celles voyageant entre les étoiles.
- Puce : engin atmosphérique terrestre armé utilisé sur Athse par les humains. Une puce peut contenir quatre personnes.
- Rêver : État particulier des Athshéens, peu connu des humains. « Est-ce qu'ils rêvent ? Comme les enfants, pendant leur sommeil. Ils ne s'entraînent pas ? Non. Parfois, ils parlent de leurs rêves, et les guérisseurs essayent de les utiliser pour les soigner, mais aucun d'entre eux n'est entraîné, et aucun d'entre ne possède le moindre talent pour rêver[24] ».
- Umins : Nom donné aux humains par les Athshéens.

## Publication et réception
Le nom du monde est forêt a été initialement publié dans le premier volume de recueil de nouvelles Again, Dangerous Visions en 1972 , dirigé par Harlan Ellison. Le volume était censé être un recueil d'histoires nouvelles et originales d'auteurs connus sous le nom de « Nouvelle Vague » de la science-fiction. Il a ensuite été réimprimé plusieurs fois en tant que volume autonome, à partir de 1976, lorsqu'il a été publié par Berkley Books,. L'œuvre a été nommée pour les prix Nebula et Locus et a remporté le prix Hugo 1973 du meilleur roman court. Il a également été finaliste du National Book Award en 1976.
Le roman a reçu une attention critique significative depuis sa publication, tout comme la nouvelle Plus vaste qu'un empire, avec laquelle il est fréquemment comparé. Il a reçu des critiques généralement positives de la part des critiques et des universitaires, même si plusieurs ont estimé qu'il ne s'agissait pas de la meilleure œuvre de Le Guin. Kirkus Reviews a déclaré en 1976 que le livre était « un Le Guin mineur, mais souvent impressionnant », tandis que Carol Hovanec l'a qualifié de « bref mais stupéfiant ». Suzanne Reid a déclaré que le roman était « profondément émouvant et choquant ». Le roman oppose le bien et le mal de manière très contrastée et explicite, contrairement à d'autres œuvres du cycle de l'Ékumen telles que La Main gauche de la nuit ou Les Dépossédés, ce qui rend Le nom du monde est forêt moins complexe et subtil que ces autres œuvres.
Charlotte Spivack a déclaré que même si le roman était « habilement écrit et conçu avec imagination », son style « polémique » en faisait une réussite littéraire moindre que beaucoup d'autres œuvres de Le Guin. Elle dit que contrairement à de nombreux autres personnages créés par Le Guin, tels que George Orr et le Dr Haber dans L'Autre Côté du rêve, plusieurs personnages de Le nom du monde est forêt, tels que Davidson, n'existent que sous forme de stéréotypes unidimensionnels. Elle a décrit le style du roman comme « émouvant et percutant », mais a déclaré que, comme il avait été écrit dans le contexte des protestations contre la guerre du Viêt Nam, il n'était « pas fait pour divertir ».

## Thèmes

### Thèmes récurrents dans le cycle de l'Ékumen
De manière similaire aux œuvres futuristes d'autres auteurs de science-fiction tels qu'Isaac Asimov, Le nom du monde est forêt et les autres récits de Le Guin se déroulant dans l'univers de l'Ékumen explorent l'idée d'une société humaine en expansion à travers la galaxie. Plus particulièrement, dans ce roman, tout comme dans Les Dépossédés et La Main gauche de la nuit, Le Guin explore les effets de divers systèmes sociaux et politiques.
Tout comme les derniers récits du cycle de l'Ékumen, Le nom du monde est forêt  remet également en question les idées contemporaines sur les différences ethniques, la valeur de la propriété et la relation entre les êtres humains et leur environnement.
Comparé aux autres mondes de l'univers de l'Ékumen, la relation entre Athshe et la Ligue des Mondes est décrite comme ambiguë. Alors que pour des planètes comme Géthen dans La Main gauche de la nuit, l'intégration avec les planètes de l'Ékumen est considérée comme une bonne chose, Athshe est considérée comme dégradée à la fois par les exploitants forestiers et par l'apprentissage du meurtre. La Ligue décide finalement d'isoler Athshe et de limiter tout contact avec elle, une décision aux connotations ambiguës.

### Langue et communication
La langue et les barrières linguistiques sont un thème majeur dans Le nom du monde est forêt, ce qui est illustré par le titre, centré sur le nom donné à la planète Athshe. Dans la langue maternelle des Athshéens, le mot « Athshe » signifie à la fois « forêt » et « monde », démontrant le lien étroit que les Athshéens entretiennent avec la forêt et leur planète.  Lyubov note que les Athshéens croient que « la substance de leur monde n'était pas la terre, mais la forêt ».  Le langage utilisé par les Athshéens lors des conversations montre également leur interconnexion et leur dépendance à leur écosystème à travers l'utilisation de métaphores liées à la forêt. 
Contrairement à d'autres romans de l'univers de l'Ékumen tels que La Main gauche de la nuit, Le nom du monde est forêt décrit un fossé de communication que les protagonistes ne parviennent jamais à combler. Les Athshéens natifs et les exploitants forestiers terriens ont des langues qui reflètent leurs différentes perceptions de la réalité, et sont incapables de trouver une langue commune.
Ainsi, les Terriens peinent à comprendre que le mot Athshéen pour « rêve » est le même que le mot pour « racine » car les Athshéens ont appris à exercer un certain contrôle conscient sur leurs rêves : leurs actions sont dictées à la fois par leurs expériences de rêve et par leurs pensées conscientes non oniriques ; ainsi, leurs rêves les enracinent, ce qui se manifeste à travers leur utilisation du langage. Le mot Athshéen pour « dieu » est le même que le mot pour « traducteur », représentant ce rôle que les « dieux » ont dans leur société, qui est d'interpréter et de traduire leurs rêves en actions.

### Rêve et conscience
Le nom du monde est forêt partage le thème du lien entre le rêve et la réalité avec le roman ultérieur de Le Guin, Le Tour du Ciel. Suzanne Elizabeth Reid a déclaré que le roman examine la source et l'effet des rêves. En effet, dans ce récit, les Athshéens apprennent à contrôler consciemment et activement leurs rêves ; cela leur permet d'accéder à leur subconscient d'une manière dont les Terriens ne sont pas capables. Les Athshéens ont des cycles de sommeil de deux heures, ce qui les rend incapables de s'adapter à la journée de travail terrestre de huit heures. Leurs rêves ne se limitent pas aux moments où ils dorment, les rêveurs experts étant également capables de rêver alors qu'ils sont complètement éveillés. Les visions de leurs rêves orientent et façonnent leur comportement éveillé, ce que Selver décrit comme un moyen de « maintenir votre bon sens en équilibre, non pas sur ce fil de rasoir qu’est la raison, mais sur le double support, l’équilibre stable de la raison et du rêve ; lorsque vous avez appris cela, vous ne pouvez plus le désapprendre, pas plus que vous ne pouvez désapprendre à penser ».
Les chefs des Athshéens sont les meilleurs rêveurs et ils considèrent les individus capables d'interpréter les rêves comme des dieux. Le mot Athshéen pour « dieu » est le même que le mot pour « traducteur », représentant ce rôle que « les dieux » ont dans leur société. Spivack écrit que Selver devient ainsi un dieu lors des événements de Le nom du monde est forêt, mais un dieu de la destruction, car son interprétation des rêves indique aux Athshéens comment tuer.
Les Athshéens perçoivent les Terriens comme un peuple dément, en partie à cause du décalage entre la pensée consciente et rationnelle et les pulsions subconscientes. Ils considèrent que, pour les Terriens, le seul moyen de comprendre un peu leur propre subconscient est leur usage fréquent d' hallucinogènes. L'équilibre psychologique que les rêves procurent aux Athshéens est décrit comme la raison pour laquelle ils sont capables de vivre en équilibre avec leur écosystème.
Le critique Ian Watson considère que, dans le roman, la forêt d'Athshe elle-même est une métaphore de la conscience. Les Terriens, éloignés de leur propre subconscient enchevêtré, ont peur de la forêt et cherchent à la détruire, tandis que les Athshéens, au contraire, sont intégrés à la forêt à un niveau subconscient, de sorte que la forêt entière forme une sorte de conscience collective. Bien que la forêt dans Le nom du monde est forêt ne soit pas réellement sensible, Le Guin explore cette idée dans la nouvelle « Plus vaste qu'un empire », qui partage de nombreux thèmes avec ce roman.

### Anticolonialisme et antimilitarisme
Le Guin était fortement troublée par la guerre du Viêt Nam et marquée par les mouvements d'opposition à cette guerre, et c'est ce qui a motivé l'écriture de ce roman. Le ton du roman est souvent dur et percutant, en écho avec la colère suscitée aux États-Unis contre l'intervention militaire américaine au Viêt Nam. La tension entre la violence et la non-violence fait partie du thème dialectique du roman, qui repose sur une opposition constante entre ces attitudes contraires. Pendant la majeure partie du roman, l'armée terrestre contrôle la colonie, malgré les bonnes intentions de Raj Lyubov. Davidson est le personnage le plus emblématique de l’oppression des indigènes par l'armée. Des parallèles sont intentionnellement établis entre les colonisateurs terrestres et l'intervention américaine au Viêt Nam ; le ton ouvertement anti-interventionniste du roman contraste fortement avec d'autres romans de science-fiction sur la guerre écrits à la même période. Par exemple, l’usage élevé de drogues parmi les troupes américaines au Viêt Nam est représenté par l’utilisation d’hallucinogènes parmi les soldats terriens, que Le Guin décrit comme la norme dans la colonie.
Les Athshéens, par opposition, sont présentés comme un peuple naturellement pacifique et non agressif, du moins au début du roman. Le viol et le meurtre sont pratiquement inconnus sur la planète. Ils ont adopté des comportements sociaux préventifs contre toute violence ; ainsi, lorsque Selver parvient à attraper Davidson après l'attaque du camp Smith, il se retrouve incapable de le tuer, malgré la haine qu'il ressent envers le Terrien. Selver consacre une grande partie du roman à réfléchir à l’effet que la violence a sur sa propre culture. Il recourt à la violence, contre l’éthique athshéenne, afin de sauver son peuple et son identité culturelle. Cependant, contrairement à Davidson, pour qui la violence et le meurtre constituent un mode de vie normal mettant en valeur sa virilité, Selver les perçoit comme un poison pour sa culture. Cette perception est partagée par ses compatriotes athshéens : l'un des anciens Athshéens dit à Selver : « Tu as fait ce que tu devais faire, et ce n'était pas bien ».
Le nom du monde est forêt remet également en cause l'idée du colonialisme ; les colons terriens sont décrits comme aveugles à la culture athshéenne, car convaincus qu'ils représentent une forme supérieure de civilisation. Le Guin remet également en question, d'une manière plus philosophique, issue du taoïsme, la préférence métaphorique des cultures occidentales pour la lumière pure, par opposition à des ombres plus profondes et plus complexes.

### Écologie
Tout au long du roman, Le Guin établit un contraste entre la manière dont les Athshéens s’intègrent à l’écosystème de leur planète et la manière dont les Terriens le détruisent. La société athshéenne est décrite comme une société décentralisée n'ayant pas endommagé l'écosystème pour faire avancer sa propre économie. En comparaison, les Terriens ont quasiment détruit l'environnement de leur propre planète à force d'en épuiser les ressources naturelles, et sont venus sur Athshe pour en piller les ressources. Les Terriens ont une vision instrumentaliste de la forêt, la considérant une simple ressource en bois à expédier vers la Terre et en terres à transformer en fermes.
Les habitations et les villes indigènes d'Athshe sont construites de manière à s'intégrer à leur environnement :

« Dans la forêt, aucune direction n’était dégagée, aucune lumière durable. Dans le vent et l’eau, la lueur du soleil ou des étoiles, s’insinuait toujours l’écran des feuilles et des branches, des troncs et des racines, l’obscurité, la complexité »

Cette description relie non seulement les Athshéens à leur environnement, mais donne également la primauté à la forêt sur le reste de l'écosystème naturel. Les clans athshéens portent des noms d'arbres et leur structure sociale hautement décentralisée est construite sur un schéma comparable à leur écosystème. Pour les Athshéens, être une personne mentalement saine équivaut à être en contact avec ses racines, tandis qu'ils attribuent les comportements violents des Terriens, comme le viol et le meurtre, au fait qu'ils ont « laissé leurs racines derrière eux ». Comme l'indique le titre du roman, dans la langue athshéenne, le mot désignant la forêt est le même mot qui désigne le monde, ce qui explicite la dépendance de la culture athshéenne envers la forêt. En revanche, parce que les Terriens ne prennent pas en considération l’écologie de la planète, ils ont dénudé une île de l’archipel et endommagent le reste de la planète. Davidson considère la forêt comme un gaspillage d’espace et souhaite la transformer en terres agricoles.
Le contraste entre la relation des Terriens et celle des Athshéens avec l'écosystème forme une structure dialectique majeure du roman. Tout au long du récit, les Athshéens sont montrés comme un peuple pacifique en équilibre avec son environnement, tandis que les Terriens sont décrits comme un peuple agressif qui le pillent.
Les trois personnages principaux du roman, Selver, Lyubov et Davidson, ont été décrits par les critiques comme des représentants de trois attitudes historiques différentes envers la nature : Davidson représente le machisme de certains des premiers explorateurs, qui craignaient et voulaient dominer la nature  ; Lyubov représente une vision occidentale plus positive et respectueuse mais très romancée de l'environnement ; Selver représente la modération et l'aptitude des peuples autochtones à vivre en harmonie avec leur environnement.

## Style et structure
Le roman comporte huit chapitres, racontés tour à tour par chacun des trois personnages principaux. Davidson raconte les chapitres 1, 4 et 7 ; Selver raconte les chapitres 2, 6 et 8 ; et Lyubov raconte les chapitres 3 et 5. Cette alternance souligne à la fois les différences entre les personnages et leur isolement au sein de leur société. Les chapitres de Lyubov et Davidson sont racontés d'un point de vue omniscient limité, ce qui donne l'impression que leurs chapitres sont des monologues intérieurs. La croyance de Davidson dans l'infériorité des Athshéens et son hostilité envers la planète sont directement présentées au lecteur, ainsi que la lutte de Lyubov pour faire son travail de manière impartiale sans trahir son éthique personnelle. En revanche, les chapitres de Selver sont écrits d’un point de vue véritablement omniscient, permettant à Le Guin de donner au lecteur des informations sur la planète et ses habitants. Selver n'a pas de longs monologues ; à la place, plusieurs autres Athshéens ont une place importante dans ses chapitres.
Ce roman sur un conflit militaire, résolument antiguerre, ne décrit presque pas, de manière inhabituelle pour ce type de récit, les affrontements, ni leur planification ou leur stratégie. Au lieu de cela, la majeure partie de l'action est évoquée indirectement, par ellipses, et le roman se concentre sur les réflexions et les émotions des personnages principaux en rapport avec les décisions qu'ils doivent prendre au sujet du conflit. Le langage utilisé dans chaque chapitre change selon le protagoniste, révélant la façon dont il perçoit et conçoit les événements. Les monologues de Davidson sont remplis de langage offensant exprimant son mépris raciste et misogyne : les Athshéens sont désignés par le terme péjoratif de « créate », les femmes de la colonie sont désignées par des termes extrêmement déshumanisants tels que « bétail humain de premier choix ».
Le Guin elle-même a déclaré plus tard qu'elle était mécontente de l'insistance « stridente » du roman. Elle avait été troublée par la guerre du Viêt Nam, mais vivait à Londres lorsqu'elle a écrit le roman, coupée du mouvement anti-guerre auquel elle avait participé dans l'Oregon. Ce sont, selon elle, ces circonstances d'écriture qui expliquent que Le monde est forêt est devenu « un prêche », à tel point qu'écrire ce livre était comme « recevoir la dictée d'un patron atteint d'ulcères ». Elle a déclaré qu'elle avait voulu écrire sur les forêts et les rêves, mais que ce « patron » l'avait plutôt obligée à écrire sur la destruction de l'environnement. Charlotte Spivack a déclaré que le livre était une « œuvre en colère », qui se terminait sur une note de futilité et de désespoir.

## Influence et postérité
Plusieurs critiques ont remarqué que le récit du film Avatar de 2009 présente de nombreuses similitudes avec celui de Le nom du monde est forêt . Ces ressemblances spécifiques incluent l'idée que les ressources de la Terre ont été épuisées, l'extraction et l'exploitation de ressources d'une autre planète, une population indigène sur cette planète qui vit en étroite harmonie avec son environnement, et une rébellion de ces indigènes contre les colonisateurs humains qui les exploitent et dégradent leur environnement.
Une différence essentielle réside dans les rôles des humains « bienveillants » dans les deux œuvres : Raj Lyubov dans Le nom du monde est forêt, Jake Sully et les scientifiques humains dans Avatar . Même s'ils présentent en commun une même compréhension et sensibilité envers les indigènes ainsi qu'une contribution importante à la paix entre les indigènes et l'humanité, Lyubov n'est pour sa part pas présenté comme un sauveur des indigènes, il ne survit pas à leur révolte et n'en tire aucune récompense ni gloire personnelle.
Une autre différence réside dans la critique du militarisme. Dans Le nom du monde est forêt, le militarisme est considéré par les Athshéens comme un apport malheureux à leur culture, qui pourrait détruire leur identité et leur mode de vie, mais qui est devenu nécessaire à leur survie. En revanche, le militarisme n'est pas présenté de manière aussi critique dans Avatar. Dans l'introduction du deuxième volume d'une édition intégrale du cycle de l'Ékumen, Le Guin a remarqué les similitudes avec « un film à gros budget et à grand succès » et l'a critiqué en considérant que ce film « renverse complètement la prémisse morale du livre, présentant le problème central et non résolu du livre, la violence de masse, comme une solution » et a finalement déclaré en conclusion qu'elle était « contente de ne pas en être responsable ».

## Éditions
- « The Word for World is Forest », dans Again, Dangerous Visions, recueil de récits courts sous la direction de Harlan Ellison, Doubleday, 17 mars 1972, 760 p.  (ISBN 0385079532)
- (en) Ursula K. Le Guin, The Word for World is Forest, Berkley Publishing Corporation, décembre 1976 (ISBN 9780425064917)
- Le nom du monde est forêt, Robert Laffont, coll. « Ailleurs et Demain », 1er février 1979, trad. Henry-Luc Planchat, 248 p.  (ISBN 2-221-00159-1)
- Le nom du monde est forêt, Pocket, coll. « Science-fiction » no 5181, mai 1984, trad. Henry-Luc Planchat, 164 p.  (ISBN 2-266-01408-0)
- Le nom du monde est forêt, Pocket, coll. « Science-fiction » no 5181, mai 1991, trad. Henry-Luc Planchat, 164 p.  (ISBN 2-266-04457-5)
- « Le nom du monde est forêt » dans Le Dit d'Aka suivi de Le Nom du monde est forêt, Robert Laffont, coll. « Ailleurs et Demain », 1er octobre 2000, trad. Henry-Luc Planchat, 384 p.  (ISBN 2-221-09135-3)
- « Le nom du monde est forêt » dans Le Dit d'Aka suivi de Le Nom du monde est forêt, Livre de poche, 2005, trad. Henry-Luc Planchat, 544 p.,  (ISBN 2-253-11092-2)
- « The Word for World is Forest », dans (en) Ursula K. Le Guin, Hainish novels & Stories, The Library of America, 2017 (ISBN 9781598535396)
- « Le nom du monde est forêt » dans Le Dit d'Aka suivi de Le Nom du monde est forêt, Livre de poche, 2020, trad. Henry-Luc Planchat, 544 p.,  (ISBN 978-2-253-11092-7)
- « Le nom du monde est forêt » dans Le Dit d'Aka suivi de Le Nom du monde est forêt, Robert Laffont, coll. « Ailleurs et Demain », 25 janvier 2024, trad. Henry-Luc Planchat, 360 p.  (ISBN 978-2-221-25854-5)

## Sources
- (en) « The Locus Index to SF Awards: 1973 Nebula Awards », sur Locus, 1973
- (en) Ian Watson, « Le Guin's Lathe of Heaven and the Role of Dick : The False Reality as Mediator », Science Fiction Studies,‎ mars 1975, p. 67–75 (lire en ligne)
- (en) Ian Watson, « The Forest as Metaphor for Mind : "The Word for World is Forest" and "Vaster Than Empires and More Slow" », Science Fiction Studies, vol. 2, no 3,‎ novembre 1975, p. 231–237 (lire en ligne)
- (en) « The Word for World is Forest », sur Kirkus reviews, 1er avril 1976
- (en) Charlotte Spivack, Ursula K. Le Guin, Twayne Publishers, 1984 (ISBN 978-0-8057-7393-4, lire en ligne)

- (en) Ursula K. Le Guin (Modern Critical Views), New York, NY, 1st, 1986 (ISBN 0-87754-659-2, lire en ligne)
- (en) Carol P. Hovanec, « Visions of Nature in The Word for World is Forest : A Mirror of the American Consciousness », Extrapolation, vol. 30, no 1,‎ 1989, p. 84–92 (DOI 10.3828/extr.1989.30.1.84)
- (en) Elizabeth Cummins, Understanding Ursula K. Le Guin, University of South Carolina Press, 1990 (ISBN 978-0-87249-687-3, lire en ligne)
- (en) Ursula K. Le Guin, The Language of the Night, revised, mai 1992 (ISBN 978-0-06-016835-3)
- (en) Suzanne Elizabeth Reid, Presenting Ursula Le Guin, Twayne, 1997 (ISBN 978-0-8057-4609-9)
- (en) Donna White, Dancing with Dragons : Ursula K. Le Guin and the Critics, Camden House, 1999 (ISBN 978-1-57113-034-1)
- (en) Mike Cadden, Ursula K. Le Guin Beyond Genre : Fiction for Children and Adults, 1st, 2005 (ISBN 0-415-99527-2)
- (en) Rob Latham, « Biotic Invasions: Ecological Imperialism in New Wave Science Fiction », The Yearbook of English Studies, vol. 37, no 2,‎ 2007, p. 103–119
- (en) Gary Westfahl, « All Energy Is Borrowed : A Review of Avatar », sur Locus Mag, 20 décembre 2009

- (en) David Barnhill, « Spirituality and Resistance : Ursula Le Guin's The Word for World is Forest and the Film Avatar », Journal for the Study of Religion, Nature and Culture, vol. 4, no 4,‎ 2010, p. 478–498 (DOI 10.1558/jsrnc.v4i4.478)
- (en) « 1973 Hugo Awards » [archive], sur The Hugo Awards, 2012
- (en) « Ursula K. Le Guin Awards List », sur Science Fiction Awards Database, 2015
- (en) Daniel Davison-Vecchione et Sean Seeger, « Ursula Le Guin's Speculative Anthropology : Thick Description, Historicity and Science Fiction », Theory, Culture & Society,‎ 2021 (ISSN 0263-2764, DOI 10.1177/02632764211051780)
- (en) Peter Nicholls, John Clute et Graham Sleight, « Le Guin, Ursula K. », dans The Encyclopedia of Science Fiction, 24 juin 2024 (lire en ligne)

- Ressources relatives à la littérature :   - Internet Speculative Fiction Database
  - NooSFere
- Ressource relative à la musique :   - MusicBrainz (œuvres)
- Notices d'autorité :   - GND